# Ichneumon submarginatus
Ichneumon submarginatus là một loài tò vò trong họ Ichneumonidae.